# Garhwa
Garhwa est une ville indienne située dans le district de Garhwa dans l’État du Jharkhand. En 2001, sa population était de 36 708 habitants.
Garhwa Road (Rehla) est un carrefour ferroviaire majeur où des milliers de passagers trouvent cette gare plus pratique pour prendre leur train pour Delhi et Calcutta. 
Des services de bus sont partent pour Ranchi, Ambikapur, Gaya, etc.

## Source de la traduction
- (en) Cet article est partiellement ou en totalité issu de l’article de Wikipédia en anglais intitulé « Garhwa » (voir la liste des auteurs).